# Lymanopoda umbratilis
Lymanopoda umbratilis är en fjärilsart som beskrevs av Rosenberg och Talbot 1914. Lymanopoda umbratilis ingår i släktet Lymanopoda och familjen praktfjärilar. Inga underarter finns listade i Catalogue of Life.